# Harry Dickason (ginnasta)
Harold Dickason, detto Harry (Hebden, 16 aprile 1890 – Birmingham, 21 gennaio 1962), è stato un ginnasta britannico.

## Palmarès

### Olimpiadi
- 1 medaglia:
  - 1 bronzo (Stoccolma 1912 nel concorso a squadre)